# Apona mandarina
Apona mandarina är en fjärilsart som beskrevs av John Henry Leech 1898. Apona mandarina ingår i släktet Apona och familjen Eupterotidae. Inga underarter finns listade i Catalogue of Life.